# MIPS (イオンエンジン)
MIPS(Miniature Ion Propulsion System :小型イオン推進システム)とは東京大学先端科学技術研究センターと次世代宇宙システム技術研究組合(NESTRA)によって開発された民生品を活用したイオンエンジンである。

## 概要
従来、100 kg以下の小型衛星においてイオンエンジンは供給可能な電力と大きさの制約により実現に至らなかった。
イオンエンジンの中でもマイクロ波放電を用いる無電極プラズマ推進器に分類され、民生品を活用したことで費用を抑えた。

## 仕様
- タイプ：イオンエンジン/無電極プラズマ推進器（英語版）
- 推進剤：キセノン0.9kg
- 推力：210μN
- 比推力：740秒
- イオンビーム口径：16mm
- ビーム電圧：1.5kV
- 推力発生時消費電力：27W
- 乾燥重量： 8.1kg
- デルタV: 140 m/s

## 採用宇宙機
- 「ほどよし4号」 - 2014年6月20日打ち上げ[2]。

## ほどよし4号の運用
2014年10月28日および同11月18日に宇宙でのイオンスラスタ作動実証に成功した。
またMIPSの運転に欠かせない電力はイオン液体リチウム二次電池の電力を使用する。